# Револвер
Револвер је назив за врсту брзометног ручног ватреног оружја за самоодбрану и блиску борбу. Од пиштоља се разликује по томе што има метке у  добошу који се окреће запињањем ороза (ударача) или повлачењем окидача и доводи метак према цеви.
У правилу је гломазнији од већине пиштоља, али једноставније конструкције, па ради готово без застоја. Брзина гађања и домет су му мањи од стандардног полуаутоматског пиштоља, пошто се опаљење врши у добошу, па је искоришћење барутних гасова слабије. Међутим, добош ограничава број метака на 6-8, а и спорије га је пунити. Због тога га данас углавном користе полицијске снаге.
Први модерни револвер је произвео Самујел Колт 1835. године, који су касније усавршени те стекли велику популарност у ратовима 19. века.

## Карактеристике
Према намени, разликују се војни (калибра 7,62-11,56 мм), цивилни (калибра 6,35-7,65 мм) и спортски револвери.
Главни делови револвера су тело (рукохват, цев и механизам за извлачење чахуре), добош са 5-8 лежишта за метке и механизмом за окретање и забрављивање, и делови за запињање и окидање.
Из револвера се гађа (нишањењем или инстиктивно) јединачном паљбом, на даљини до 50 м, из места или лежећег става.

## Типови револвера

### Револвери капислари
Добош револвера капислара пунио се спреда (барутом и куглом, који су набијани шипком), а свака барутна комора имала је на задњој страни добоша сопствену шупљу брадавицу (сисак), на коју се монтирала каписла, која је активирана ударцем ороза. Једном напуњени, ови револвери могли су да испале све метке у добошу (5-8) за један минут (за разлику од дотадашњих пиштоља капислара, који су испаљивали 1-2 метка у минуту), али је пуњење добоша трајало неколико минута. Најпознатији револвери капислари били су:
- Колт Патерсон модел 1836,
- Колт Вокер модел 1847,[2]
- Колт коњички револвер модел 1848,
- Колт морнарички револвер модел 1851,
- Дин-Адамс модел 1851, британски револвер са обарачем двоструког дејства.[2]
- Бомонт-Адамс модел 1855, британски револвер са обарачем двоструког дејства.[2]
- Трантер, британски револвер са обарачем двоструког дејства.[2]
- Вебли, британски револвер са обарачем двоструког дејства.[2]
- Вестли-Ричардс, британски револвер са обарачем двоструког дејства.[2]
- Комблен, белгијски револвер са обарачем двоструког дејства.[2]
- Колт модел 1860[2]
- Стар[2]

### Револвери који се пуне сједињеним метком
Револвери капислари масовно су коришћени од 1836. до 1865, када су их постепено (од 1854) заменили револвери са пробушеним добошем, који се пуне од назад сједињеним метком у металној чахури. Најпознатији модели ових револвера били су:

#### Са игленим паљењем
- Лефоше, модел 1854 и модел 1858[2]

#### Са ивичним паљењем
- Смит и Весон модел 1[2]
- Смит и Весон модел 2 Војни

#### Са централним паљењем
- Смит и Весон модел 3[2]
- Галанд, белгијски револвер патентиран 1868, коришћен у француској и руској војсци.
- Гасер модел 1870, револвер аустроугарске војске.[2]
- Лефоше-Франкоте модел 1871, први револвер набављен за војску кнежевине Србије.[2]
- Колт Миротворац модел 1873[2]
- Смит и Весон модел 1874, коришћен у војсци царске Русије и књажевине Црне Горе.[2]
- Маузер модел 1878[2]
- Револвер М1879
- Бодео М1889
- Мејџи тип 26
- Наган модел 1895[2]
- Раст и Гасер модел 1898, револвер аустроугарске војске.[2]
- Енфилд Марк I[2]
- Вебли Марк VI[2]
- Револвер Модел 1892
- Вебли-Фосбери
- Револвер М1917